# Dirk Rauin
Dirk Rauin, född den 16 mars 1957 i Hückeswagen, Tyskland, är en tysk handbollsspelare.
Han tog OS-silver i herrarnas turnering i samband med de olympiska handbollstävlingarna 1984 i Los Angeles.